# Saint-Hilaire (Doubs)
Saint-Hilaire è un comune francese di 160 abitanti situato nel dipartimento del Doubs nella regione della Borgogna-Franca Contea.

## Società

### Evoluzione demografica
Abitanti censiti